# Џонатан Руми
Џонатан Руми (енгл. Jonathan Roumie; Њујорк, 1. јул 1974) амерички је глумац. Познат је по улози Исуса у серији Изабрани.

## Биографија
Рођен је 1. јула 1974. у Њујорку. Отац му је пореклом из Египта, а мајка из Ирске. Отац му је пореклом Јермен.
Пре него што су му се родитељи преселили и касније упознали у Њујорку, мајка му је одрасла на фарми у Ирској, а отац у Каиру. Иако је крштен у православној цркви, прешао је у католичку цркву након што се преселио из Њујорка у предграђе.
Након што је завршио колеџ, свирао је бубњеве у рок бенду свог пријатеља. Бенд је снимио албум и требало је да иде на турнеју, али је издавачка кућа која је спонзорисала турнеју банкротирала. Убрзо након тога, Руми се преселио у Лос Анђелес како би наставио глумачку каријеру.

## Филмографија

### Филм
| Улоге Џонатана Румија |              |               |                 |             |
| Година                | Српски назив | Изворни назив | Улога           | Напомена    |
| 2013.                 |              |               | Џон Вилкс Бут   |             |
| 2013.                 |              |               | Хал             | кратки филм |
| 2014.                 |              |               | Исус            | кратки филм |
| 2015.                 |              |               | глас са радија  | кратки филм |
| 2022.                 |              |               | Маренхар (глас) |             |
| 2023.                 |              |               | Лони Фризби     |             |
| 2024.                 |              |               | приповедач      |             |

### Телевизија
| Улоге Џонатана Румија |                                        |               |                   |              |
| Година                | Српски назив                           | Изворни назив | Улога             | Напомена     |
| 2000—2002.            |                                        |               | разне (глас)      | 12 епизода   |
| 2006.                 |                                        |               | Џим Џејмс         | ТВ филм      |
| 2007.                 | Љубав за сва времена                   |               | Џим Фелоуз        | 6 епизода    |
| 2008.                 | Ред и закон                            |               | Ричи Ситрон       | 1 епизода    |
| 2009—2010.            |                                        |               | разне (глас)      | 2 епизоде    |
| 2012.                 | Родитељство                            |               | полицајац         | 1 епизода    |
| 2014.                 | Касл                                   |               | Белмонд           | 1 епизода    |
| 2014.                 | Јужњачко срце                          |               | Џефри             | 1 епизода    |
| 2014.                 | Морнарички истражитељи                 |               | Бермонд           | 1 епизода    |
| 2015.                 | Пас Стен и његов блог                  |               | др Монфор         | 1 епизода    |
| 2015.                 | Морнарички истражитељи: Лос Анђелес    |               | Пери Гафни        | 1 епизода    |
| 2016.                 | Добра жена                             |               | Монте Еклунд      | 1 епизода    |
| 2017.                 |                                        |               | др Монтепелијер   | 1 епизода    |
| 2019.                 | Играчи                                 |               | власник           | 1 епизода    |
| 2019—данас            | Изабрани                               |               | Исус              | главна улога |
| 2020.                 | Чикашка хитна помоћ                    |               | Кристијан Едвардс | 1 епизода    |
| 2024.                 | Пљачкаш гробница: Легенда о Лари Крофт |               | разне (глас)      | 2 епизоде    |